# Wiedensahl
Wiedensahl település Németországban, azon belül Alsó-Szászország tartományban. Lakosainak száma 937 fő (2023. december 31.).

## Népesség
A település népességének változása:
| Lakosok száma | 996  | 975  | 958  | 931  | 948  | 937  |
|               | 2016 | 2017 | 2019 | 2021 | 2022 | 2023 |